# 高橋清美
高橋 清美（たかはし きよみ、1966年3月3日 - ）は、日本の元競泳選手。東京都出身。1984年ロサンゼルスオリンピック・1988年ソウルオリンピック日本代表。自由形・バタフライの元日本記録保持者。100m背泳ぎ・200m背泳ぎの元日本記録保持者高橋英利は実兄。

## 経歴
調布市立第七中学校3年時、全国中学校体育大会で100mバタフライ・200mバタフライで2冠を達成した。八王子高等学校2年のとき、1982年アジア競技大会に出場し、100mバタフライで銀メダル・200mバタフライで金メダルを獲得した。
専修大学1年となった1984年、1984年ロサンゼルスオリンピックに選出され、オリンピック初出場を果たす。結果は100mバタフライでB決勝3位、200mバタフライでB決勝4位だった。
1986年アジア競技大会では100mバタフライで銅メダル、200mバタフライで銀メダルを獲得した。
1988年ソウルオリンピックに競泳女子主将として選出され、100mバタフライB決勝2位、200mバタフライ6位入賞という結果を残した。
日本学生選手権水泳競技大会では100mバタフライ・200mバタフライにおいて女子初となる2種目4連覇を達成した。

## 主な実績
- 1980年全国中学校体育大会　100mバタフライ優勝[1]　200mバタフライ優勝[2]
- 1981年高校総体　100mバタフライ優勝[7]　200mバタフライ優勝[8]
- 1982年高校総体　100mバタフライ優勝[7]　200mバタフライ優勝[8]
- 1982年アジア競技大会[3]　100ｍバタフライ2位　200ｍバタフライ優勝
- 1983年高校総体　100mバタフライ優勝[7]
- 1984年日本選手権　100mバタフライ優勝[9]
- 1984年ロサンゼルスオリンピック[3]　100ｍバタフライB決勝3位　200ｍバタフライB決勝4位
- 1984年日本学生選手権　100mバタフライ優勝[5]　200mバタフライ優勝[6]
- 1985年パンパシフィック選手権[3]　100ｍバタフライ4位
- 1985年日本学生選手権　100mバタフライ優勝[5]　200mバタフライ優勝[6]
- 1986年日本選手権　200mバタフライ優勝[10]
- 1986年世界水泳選手権[3]　100ｍバタフライB決勝3位　200ｍバタフライ8位
- 1986年日本学生選手権　100mバタフライ優勝[5]　200mバタフライ優勝[6]
- 1986年アジア競技大会[3]　100ｍバタフライ3位　200ｍバタフライ2位
- 1987年パンパシフィック選手権[3]　100mバタフライ5位　200mバタフライ3位
- 1987年日本選手権　200mバタフライ優勝[10]
- 1987年日本学生選手権　100mバタフライ優勝[5]　200mバタフライ優勝[6]
- 1988年日本選手権　100mバタフライ優勝[9]　200mバタフライ優勝[10]
- 1988年ソウルオリンピック[3]　100ｍバタフライB決勝2位　200ｍバタフライ6位・日本新